# Abundanz (Sprachkunde)
Abundanz (lateinisch Fülle, Überfluss) im Bereich der Sprachkunde ist ein stilistischer Begriff. Das entsprechende Adjektiv heißt abundant.
Als Abundanz wird im engeren Sinne die Wiedergabe desselben Gedankens mit Hilfe bedeutungsgleicher oder sinnverwandter Formulierungen bezeichnet.
Im weiteren Sinne versteht man unter Abundanz die Fülle sprachlicher Ausdrucksformen für eine Sache oder für ein und denselben Gedanken.
Der Begriff Abundanz weist also eine Sinnverwandtschaft mit dem Pleonasmus und der Redundanz auf, die sich ebenfalls auf bedeutungsgleiche, teils überflüssige oder entbehrliche Formulierungen beziehen.